# Hugh Walker
Hugh Stewart Walker (Gavinton, Scottish Borders, 1 de febrer de 1888 – Nigg, Highland, 29 d'octubre de 1958) va ser un jugador d'hoquei sobre herba escocès que va competir a principis del segle xx.
El 1908 va prendre part en els Jocs Olímpics de Londres, on va guanyar la medalla de bronze en la competició d'hoquei sobre herbal, com a membre de l'equip escocès.